# Baarverein
Der Verein für Geschichte und Naturgeschichte der Baar e. V. (Baarverein) mit Sitz in Donaueschingen wurde im Jahre 1805 „an den Quellen der Donau“ gegründet und gilt als die älteste landeskundliche Vereinigung Deutschlands (→siehe auch: Naturforschende Gesellschaft).

## Geschichte
Nach mehrjähriger Vorbereitung gründete am 19. Januar 1805 der Immendinger Reichsfreiherr Friedrich Josef Anton von Schreckenstein mit einer Gruppe rühriger Gelehrter, darunter der Germanist und Handschriftensammler Joseph von Laßberg, die „Gesellschaft der Freunde vaterländischer Geschichte und Naturgeschichte an den Quellen der Donau“.
Nach Art einer Akademie wurden nur ausgewiesene Fachleute gewählt und zur Mitgliedschaft eingeladen. Nach fruchtbarer Tätigkeit, vornehmlich auf naturwissenschaftlichem Gebiet, wurde die Gesellschaft durch die Mediatisierung und die napoleonische Herrschaft ökonomisch geschwächt, war aber weiterhin unter dem Landschaftsphysikus Meinrad von Engelberg bis 1820 tätig. Einzelne Gelehrte arbeiteten bis 1835 weiter, so Wilhelm Rehmann, und später sein Neffe, Emil Rehmann. Sie bauten auch die Fürstlichen Sammlungen auf.
So konnte der Neubeginn 1842 nahtlos anschließen. Treibende Kraft war der Gymnasiumsdirektor Karl Alois Fickler (auch Carl Borromäus Fickler), durch dessen Aktivitäten sich auch die Forschungsrichtung änderte: archäologische und historische Forschungen traten in den Vordergrund. Die Struktur des Gelehrtenzirkels wurde beibehalten. Diese zweite Phase kam infolge der revolutionären Ereignisse von 1848/49 und den dadurch motivierten Weggang Ficklers wiederum nach außen zum Erliegen. Erneut blieb jedoch mit Emil Rehmann, der auch die Fürstlich Fürstenbergischen Sammlungen weiter betreute, die personelle Kontinuität gewahrt.
Fürst Karl Egon III. zu Fürstenberg hatte inzwischen seine Privatbibliothek Hofbibliothek Donaueschingen wissenschaftlich interessierten Bürgern geöffnet und 1868 einen Neubau für die Sammlungen erstellen lassen. Dadurch beflügelt, gelang am 19. Januar 1870 – am 65. Jahrestag der Gründung – die Wiederbegründung des Vereins unter fürstlichem Protektorat.
Mit dem erweiterten Ziel, allgemein den Sinn für Geschichte und Naturwissenschaften zu beleben, wurde der elitäre Gelehrtenzirkel in eine offene, mitgliederstarke Vereinigung umgewandelt. Seitdem erscheinen auch die Schriften des Vereins für Geschichte und Naturgeschichte der Baar anfangs jährlich, später meist in zweijährigem Abstand und seit 1995 als Jahresgabe, inzwischen 60 Bände, die weit über Baden-Württemberg hinaus beachtet werden.
Der Verein steht im gegenseitigen Schriftentausch mit rund 125 Institutionen und kooperiert mit Vereinigungen ähnlicher Zielrichtung. Seit 1968 ist er auch als gemeinnütziger Verein eingetragen.

## Tätigkeit
Seine Tätigkeit umfasst Vorträge zur Geschichte (Kunst-, Kultur-, Kirchengeschichte, Wirtschafts- und Sozialgeschichte, Territorialgeschichte, Archäologie und Denkmalpflege) und Naturgeschichte (Erdwissenschaften, Klimakunde, Fauna, Flora, Geobotanik, Ökologie, Land- und Forstwirtschaft) im Bereich der Baar und benachbarten Gebieten. Dazu treten mehrere meist halbtägige Exkursionen und mindestens eine ganztägige Jahresexkursion.
Sie gelten entweder einzelnen Fachthemen oder, besonders auf Ganztagsexkursionen, allen landeskundlichen Aspekten. „Kleine Abende“ geben Mitgliedern Gelegenheit, über eigene Studien oder Studienreisen zu berichten.

## Veröffentlichungen

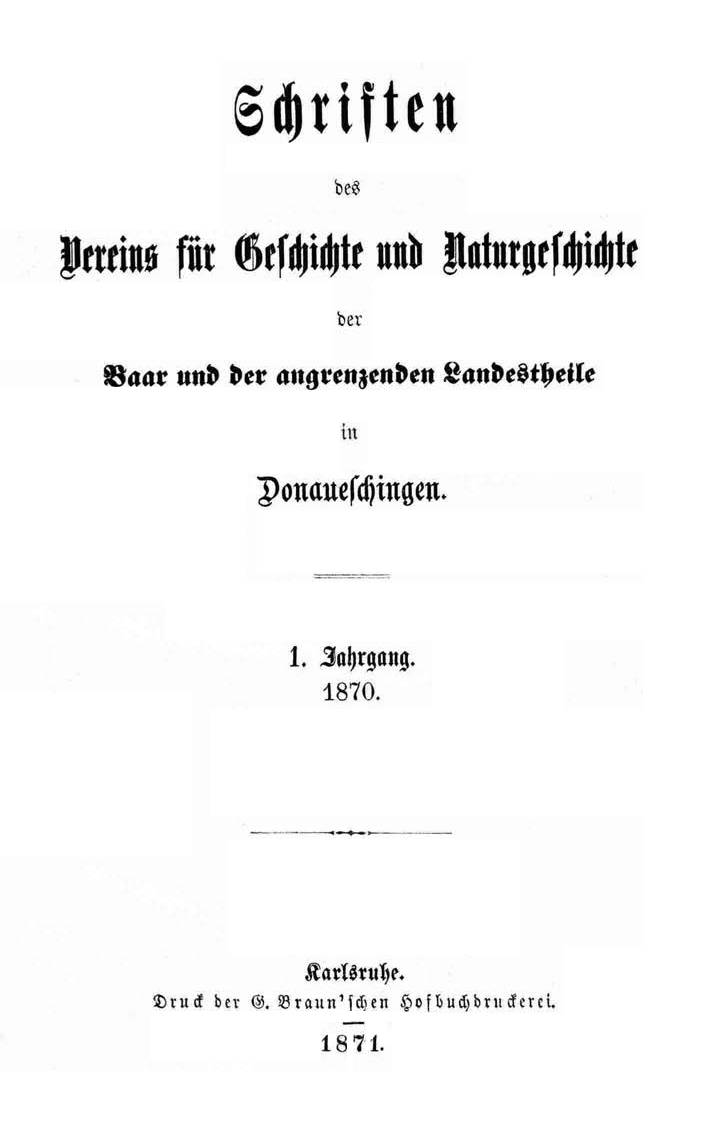

Die Jahrbücher Schriften der Baar vermitteln Forschungsergebnisse zu diesem Raum in allgemein verständlicher Form und sind ein Forum sowohl für größere Untersuchungen als auch für kleine Mitteilungen und Funde, die für Mitglieder und eine interessierte Öffentlichkeit wissenswert sind. Bisher (2025) sind 68 Bände erschienen:
- Band 1 (1870) bis Band 26 (1966) unter dem Titel Schriften des Vereins für Geschichte und Naturgeschichte der Baar und der Angrenzenden Landesteile in Donaueschingen.[1]
- ab Band 27 (1968) unter dem Titel Schriften des Vereins für Geschichte und Naturgeschichte der Baar.[2]

Sonderbände wie der Exkursionsführer „Die Baar – Wanderungen durch Landschaft und Kultur“ (1972), der Tagungsband „Die Baar zwischen Frühgeschichte und Gegenwart“ (1999) und ein Exkursionsführer „Baarwanderungen – Streifzüge durch Landschaft und Kultur mit Prominenten der Region“ (2004) ergänzen das Spektrum.
Weitere Veröffentlichungen:
- Beiträge zur Region Schwarzwald-Baar-Heuberg, Band 1: Erinnern und Vergessen : Geschichten von Gedenkorten in der Region Schwarzwald-Baar-Heuberg (2015)[3]
- Beiträge zur Region Schwarzwald-Baar-Heuberg, Band 2: Von der Reformation zur Ökumene (2020)[4]

## Vorsitzende
- 1805–1817: Friedrich Josef Anton von Schreckenstein
- 1842–1848: Karl Alois Fickler
- 1870–1880: Emil Rehmann (neben den Fachvorsitzenden)

Abteilung Geschichte:
- 1870: Karl August Barack
- 1871–1883: Sigmund von Riezler
- 1883–1896: Franz Ludwig von Baumann
- 1896–1930: Georg Tumbült
- 1930–1932: Karl Barth
- 1932–1938: Eduard Johne
- 1938–1952: Karl Siegfried Bader
- 1949–1952: Anton Mall
- 1952–1964: Eduard Johne
- 1964–1973: Christian Altgraf Salm
- 1974–1979: Erna Huber
- 1979–1999: Wolfgang Hilpert
- 1999–2000: Andreas Wilts
- 2000–2009: Susanne Huber-Wintermantel
- 2011–0000: Friedemann Kawohl

Abteilung Naturgeschichte:
- 1870–1897: Anton Hopfgartner
- 1900: Burger (Lehramtskandidat)
- 1903–1930: Karl Neff
- 1930–1932: Otto Mack
- 1932–1962: Karl Wacker
- 1964–1978: Günther Reichelt
- 1978–1987: Wilhelm Hector Paul
- 1987–1996: Karl Kwasnitschka
- 1996–2003: Wolfgang Martin
- 2003–2006: Gerrit Müller
- 2006–2011: Hans Keusen
- 2017–2021: Thomas Kring
- 2023–0000: Otto Körner

## Web-Aktivitäten
Zum Internetauftritt des Baarvereins gehört eine Facebookpräsenz und ein Youtubekanal mit Vorträgen, Interviews und Exkursionsberichten.

## Bibliothek
Die Vereinsbibliothek ist eine wissenschaftliche Spezialbibliothek zur Regionalgeschichte. Sie ist der Öffentlichkeit zugänglich und dem Leihverkehr der deutschen Bibliotheken angeschlossen. Den Kern der Bibliothek bildet ein Bestand von zurzeit ca. 30.000 lokal- und regionalgeschichtlichen sowie naturwissenschaftlichen Zeitschriftenbänden, die seit 1871 durch Schriftentausch mit historischen und naturwissenschaftlichen Institutionen im In- und Ausland erworben werden. Im alten Bestand finden sich einige historische und naturwissenschaftliche Monographien, zu denen auch sehr seltene Werke gehören. Seit der Vereinsgründung im Jahr 1805 war die Bibliothek des Vereins in die Fürstlich Fürstenbergische Hofbibliothek Donaueschingen integriert und stand im Bibliotheksgebäude in der Haldenstraße Mitgliedern und der interessierten Öffentlichkeit zur Verfügung. Im Zuge des Verkaufs großer Teile der Hofbibliothek und der Räumung des Bibliotheksgebäudes wurde die Vereinsbibliothek aus den Beständen der Hofbibliothek herausgelöst und in der Schulstraße 6 in Donaueschingen untergebracht. Zwischen 2007 und 2015 waren Mitglieder des Vereins unter Leitung von Susanne Huber-Wintermantel ehrenamtlich mit der Katalogisierung der Bestände befasst. Seit 2016 ist Gisela von Briel die Leiterin der Bibliothek.
Der Bestand wird kontinuierlich erweitert und aktualisiert durch Käufe, Schenkungen, Nachlässe und Rezensionsexemplare.
Während der Geschäftszeiten, in der Regel montags von 18.00–19.00 Uhr, ist die Bibliothek allen Interessierten zugänglich. Die Bibliothek ist eine Präsenzbibliothek. Eine Ausleihe ist nur für Mitglieder möglich. Einzelne Aufsätze können gegen Entgelt fotokopiert werden.